# Billy Goldenberg
Pour les articles homonymes, voir Goldenberg.
Billy Goldenberg est un compositeur américain né le 10 février 1936 à Brooklyn, New York (États-Unis) et mort le 3 août 2020 à New York.

## Filmographie

### Cinéma
- 1969 : L'habit ne fait pas la femme (Change of Habit=
- 1970 : The Grasshopper (en)
- 1971 : Red Sky at Morning (en)
- 1972 : Tombe les filles et tais-toi (Play It Again, Sam)
- 1972 : Up the Sandbox (en)
- 1973 : Journey to the Outer Limits
- 1973 : Les Invitations dangereuses (The Last of Sheila)
- 1974 : Les Casseurs de gang (Busting)
- 1975 : The Incredible Machine
- 1977 : The Devil Inside Her
- 1977 : La Théorie des dominos (The Domino Principle)
- 1979 : Scavenger Hunt
- 1983 : Reuben, Reuben
- 1986 : Good to Go (en)
- 1988 : 18 Again! (en)
- 1992 : Amazing Stories: Book Two (vidéo)
- 1997 : Leave No Stone Unturned
- 2004 : Cold Reading
- 2004 : Richard Matheson: The Writing of Duel (vidéo)
- 2004 : Duel: A Conversation with Director Steven Spielberg (vidéo)

### Télévision

#### Séries télévisées
- 1968 : Opération vol (It Takes a Thief)
- 1969 : L'Envers du tableau
- 1970 : The Bold Ones: The Senator
- 1970 : Matt Lincoln
- 1971 : Longstreet
- 1972 : Ghost Story
- 1972 : Cool Million
- 1973 : Les Feux de l'amour
- 1974 : Firehouse
- 1974 : Rhoda
- 1974 : Benjamin Franklin (en)
- 1974-1976 : Harry O (en)
- 1975 : Knuckle
- 1975-1976 : National Geographic Specials
- 1976 : Widow
- 1976 : The Dumplings (en)
- 1976 : High Risk
- 1976 : Delvecchio
- 1976 : Executive Suite
- 1977 : Westside Medical
- 1977 : La croisière s'amuse (The Love Boat)
- 1978 : Actor
- 1978 : 20/20
- 1980 : Skag
- 1983 : Bare Essence
- 1985 :  The Atlanta Child Murders
- 1986 : Our House
- 1988 : Family Man (en)
- 1989 : Le Tour du monde en quatre-vingts jours (Around the World in 80 Days)
- 1990 : City (en)
- 1991 : The Maury Povich Show
- 1994 : Mike & Maty

#### Téléfilms
- 1969 : Le Miroir de la mort
- 1969 : Silent Night, Lonely Night
- 1970 : Ritual of Evil
- 1970 : A Clear and Present Danger
- 1971 : Alias Smith and Jones
- 1971 : The Neon Ceiling
- 1971 : Columbo : Rançon pour un homme mort
- 1971 : Columbo : Le livre témoin
- 1971 : Suddenly Single
- 1971 : The City
- 1971 : Duel
- 1971 : The Harness
- 1971 : Columbo : Plein Cadre (Suitable for Framing)
- 1971 : Columbo : Attente (Lady in Waiting)
- 1972 : Fabulous Mr. Fable
- 1972 : La Corruption, l'Ordre et la Violence (The Glass House)
- 1972 : Banacek
- 1972 : The Crooked Hearts
- 1972 : All My Darling Daughters
- 1973 : Carola
- 1973 : Columbo : Le Spécialiste (A Stitch in Crime)
- 1973 : A Brand New Life
- 1973 : The Marcus-Nelson Murders
- 1973 : Terreur sur la plage
- 1973 : Les Créatures de l'ombre (Don't Be Afraid of the Dark)
- 1973 : Assurance sur la mort (en) (Double Indemnity)
- 1974 : Columbo : Edition Tragique (Publish or Perish)
- 1974 : Smile, Jenny, You're Dead
- 1974 : Les Vagabonds du nouveau monde
- 1974 : I Love You, Goodbye
- 1974 : Columbo : Au-delà De La Folie (Mind Over Mayhem)
- 1974 : Dr. Max
- 1974 : Thursday's Game
- 1974 : Columbo : En Toute Amitié (A Friend in Deed)
- 1974 : Reflections of Murder
- 1975 : La Légende de Lizzie Borden (The Legend of Lizzie Borden)
- 1975 : Queen of the Stardust Ballroom
- 1975 : La Recherche des dieux (Search for the Gods)
- 1975 : La Nuit des extraterrestres (The UFO Incident)
- 1976 : Victoire sur la nuit
- 1976 : James Dean de Robert Butler
- 1976 : L'Affaire Lindbergh
- 1976 : One of My Wives Is Missing
- 1976 : Helter Skelter
- 1976 : Future Cop
- 1976 : Gemini Man
- 1976 : Return to Earth
- 1977 : An Evening with Diana Ross
- 1977 : Mary Jane Harper Cried Last Night
- 1978 : King (en)
- 1978 : A Question of Love
- 1979 : The Cracker Factory
- 1979 : Flesh and Blood
- 1979 : Miracle en Alabama
- 1979 : The Family Man
- 1980 : Le Noir et le blanc
- 1980 : The Love Tapes
- 1980 : Haywire
- 1980 : The Women's Room
- 1980 : Au nom de l'amour
- 1980 : A Perfect Match
- 1980 : Father Figure
- 1980 : Le Journal d'Anne Frank (The Diary of Anne Frank)
- 1981 : The Awakening of Candra
- 1981 : Crisis at Central High
- 1981 : Chronique des années 30 (en)
- 1981 : Dial M for Murder
- 1981 : La Maison maudite (This House Possessed)
- 1981 : The Best Little Girl in the World
- 1981 : Sidney Shorr: A Girl's Best Friend
- 1981 : Callie & Son
- 1981 : Jacqueline Bouvier Kennedy (en)
- 1981 : The Ordeal of Bill Carney
- 1982 : Washington Mistress
- 1982 : Marian Rose White
- 1982 : The Gift of Life
- 1982 : A Question of Honor
- 1982 : Hollywood: The Gift of Laughter
- 1982 : Rehearsal for Murder
- 1982 : Massarati and the Brain (en)
- 1983 : Dempsey
- 1983 : Another Woman's Child
- 1983 : Confessions of a Married Man
- 1983 : Rage of Angels
- 1983 : Will There Really Be a Morning?
- 1983 : Intimate Agony
- 1983 : Memorial Day (en)
- 1983 : Prototype humain (Prototype)
- 1984 : L'Opération de la dernière chance
- 1984 : Scorned and Swindled
- 1984 :  Voyage sentimental
- 1984 :  His Mistress
- 1984 :  For Love or Money
- 1984 :  Le Soleil se lève aussi
- 1985 : Cas de conscience (en)
- 1985 : Obsessed with a Married Woman
- 1985 : Un tueur dans New York (en) (Out of the Darkness)
- 1985 : Délit de fuite (en)
- 1985 : Kane and Abel
- 1985 : Love Is Never Silent (en)
- 1986 : Johnnie Mae Gibson: FBI
- 1986 : The Right of the People
- 1986 : Dress Gray (en)
- 1986 : Une vie de star (There Must Be a Pony)
- 1986 : Rage of Angels: The Story Continues
- 1987 : Nutcracker: Money, Madness & Murder
- 1987 : Murder by the Book
- 1987 : Poker Alice (en)
- 1987 : Détective de mère en fille
- 1988 : Little Girl Lost
- 1988 : Onassis, l'homme le plus riche du monde
- 1990 : People Like Us
- 1990 : Poker d'amour à Las Vegas (Lucky Chances)
- 1991 : Crazy About the Movies: Dennis Hopper
- 1991 : Line of Fire: The Morris Dees Story
- 1991 : Perfect Harmony
- 1991 : Tchernobyl : Le dernier avertissement
- 1991 : Une victoire spéciale
- 1992 : L'Étincelle de vie
- 1992 : What She Doesn't Know
- 1992 : Miss Rose White
- 1992 : Miss America: Behind the Crown
- 1992 : Bijoux, hot-dogs et tasses de thé (The Man Upstairs)
- 1993 : Silent Cries (en)
- 1993 : Souvenir du Viêt-nam (Message from Nam)
- 1994 : A Burning Passion: The Margaret Mitchell Story
- 1994 : L'Échange (Someone Else's Child)
- 1995 : The American Film Institute Salute to Steven Spielberg
- 1995  : An Element of Truth
- 1996 : Danielle Steel : Un si grand amour
- 1996  : Tous les jours Noël (Christmas Every Day)
- 1997 : Convictions
- 1998 : CBS: The First 50 Years
- 1998 : Monday After the Miracle
- 2003 : ABC's 50th Anniversary Celebration